# Midnight Madness (álbum)
Mignight Madness —en español: Locura de medianoche— es el segundo álbum de estudio de la banda estadounidense de hard rock Night Ranger y fue lanzado al mercado por la discográfica MCA Records en 1983.  Fue relanzado en formato de disco compacto en 1988 y 2002 por la misma discográfica y en 2011 por Geffen Records.

## Grabación y lanzamiento
Esta producción discográfica fue grabada en 1983 en los estudios Image Recording de Los Ángeles, California, EE. UU.  Fue producido por Pat Glasser y masterizado en Allen Zentz Mastering ubicado en la misma ciudad. La publicación de este disco se realizó en octubre de 1983.

## Recepción
En los Estados Unidos este álbum alcanzó la 15.ª posición en el Billboard 200 en 1983, siendo el segundo disco de la banda en ubicarse más alto en dicha lista, solo por abajo de su sucesor Seven Wishes.  También fue certificado con disco de platino por la Asociación de la Industria Grabada de Estados Unidos —RIAA por sus siglas en inglés— por ventas de más de un millón de unidades.
En Canadá, Midnight Madness se colocó en el lugar 24.º en el listado de los 100 álbumes más populares de la revista especializada RPM el 18 de agosto de 1984, permaneciendo en este puesto tres semanas consecutivas.  La Asociación Canadiense de la Industria Discográfica le concedió una certificación de oro.
Sorpresivamente, Midnight Madness entró en las listas del Media Control Charts de Alemania, llegando hasta el 58.º lugar en 1983, convirtiéndose en el único disco de la agrupación que consiguió meterse en este listado.

## Crítica
Eduardo Rivadavia de Allmusic mencionó en la reseña de este disco que Midnight Madness podía no ser tan consistente como su antecesor, pero enlistaba el tema más popular de la banda: «Sister Christian».  Añadió además que debido a esta canción, Night Ranger logró un gran éxito comercial, sin embargo, también lo relegó a un estado de one-hit wonder, mientras que su reputación era de «muy suave» como para ser considerado una banda de metal. Rivadavia calificó a este álbum con una puntuación de cuatro estrellas de cinco posibles.

## Lista de canciones
| Cara A |                                   |                           |               |          |  |
| N.º    | Título                            | Escritor(es)              | Voz principal | Duración |  |
| 1.     | «(You Can Still) Rock in America» | Jack Blades / Brad Gillis | Jack Blades   | 4:16     |  |
| 2.     | «Rumours in the Air»              | Jack Blades               | Jack Blades   | 4:33     |  |
| 3.     | «Why Does Love Have to Change»    | Jack Blades               | Jack Blades   | 3:49     |  |
| 4.     | «Sister Christian»                | Kelly Keagy               | Kelly Keagy   | 5:03     |  |

| Cara B |                            |                                   |               |          |  |
| N.º    | Título                     | Escritor(es)                      | Voz principal | Duración |  |
| 5.     | «Touch of Madness»         | Jack Blades                       | Jack Blades   | 5:01     |  |
| 6.     | «Passion Play»             | Jack Blades                       | Jack Blades   | 4:43     |  |
| 7.     | «When You Close Your Eyes» | Blades / Gillis / Alan Fitzgerald | Kelly Keagy   | 4:19     |  |
| 8.     | «Chippin' Away»            | Blades / Gillis                   | Kelly Keagy   | 4:13     |  |
| 9.     | «Let Him Run»              | Blades / Keagy / Jeff Watson      | Kelly Keagy   | 3:29     |  |
| 38:56  |                            |                                   |               |          |  |

## Créditos

### Night Ranger
- Jack Blades — voz principal y bajo
- Kelly Keagy — voz principal y batería
- Brad Gillis — guitarra y coros
- Jeff Watson — guitarra
- Alan Fitzgerald — teclados y coros

### Personal de producción
- Pat Glasser — productor
- John Van Nest — ingeniero de sonido
- Brian Gardner — masterización
- Keith Buckley — asistente de estudio
- Jeff Lancaster — trabajo de arte y diseño
- Kate Manche — trabajo artístico de estilización
- Tom Gibson — fotografía

## Certificaciones
| País           | Asociación | Certificación | Unidades vendidas |
| -------------- | ---------- | ------------- | ----------------- |
| Estados Unidos | RIAA       | Platino       | 1 000 000         |
| Canadá         | CRIA       | Oro           | 50 000            |

## Listas
| Año  | País           | Lista                       | Posición máxima |
| ---- | -------------- | --------------------------- | --------------- |
| 1983 | Alemania       | Media Control Charts        | 58.º            |
| 1983 | Estados Unidos | Billboard 200               | 15.º            |
| 1984 | Canadá         | RPM Magazine Top 100 Albums | 24.º            |